# کورادو فارینا
کورادو فارینا (ایتالیایی: Corrado Farina; ۱۸ مارس ۱۹۳۹ – ۱۱ ژوئیهٔ ۲۰۱۶) کارگردان فیلم و نویسنده اهل ایتالیا بود.

## فیلم‌شناسی
| نام                          | سال  | سمت      | سمت          | سمت                | توضیحات | Ref(s) |
| نام                          | سال  | کارگردان | فیلم‌نامه‌نویس | Screen storywriter | توضیحات | Ref(s) |
| ---------------------------- | ---- | -------- | ------------ | ------------------ | ------- | ------ |
| They Have Changed Their Face | ۱۹۷۱ | آری      | آری          | آری                |         | [ ۱ ]  |
| بابا یاگا                    | ۱۹۷۳ | آری      | آری          |                    |         | [ ۲ ]  |